# 투폴레프
투폴레프(러시아어: Туполев, 문화어: 뚜뽈레브)는 러시아의 항공방위산업체이다. 소련의 항공우주공학자인 안드레이 투폴레프가 지휘한 투폴레프 설계국을 이어받았다. 러시아에서는 투폴레프 사와 미코얀, 일류신, 이르쿠트, 수호이, 야코블레프 등을 합쳐 하나의 회사로 합병하여 통합항공기제작사를 2006년 설립했다.

## 기체

### 군용기

#### 폭격기
- 투폴레프 Tu-160
- 투폴레프 Tu-22

### 민항기
- Tu-104
- Tu-114
- Tu-124
- Tu-134
- Tu-144
- Tu-154
- Tu-204
- Tu-244